# 가와조에촌 (아키타현)
가와조에촌(川添村)은 아키타현 가와베군에 설치되었던 촌이다.

## 역사
- 1889년 4월 1일 - 정촌제 시행에 의해 7촌의 구역으로 성립하였다.
- 1957년 6월 1일 - 유와촌에 편입되었다. 동일 가와조에촌이 폐지되었다.
- 1972년 4월 1일 - 유와촌이 정으로 승격해 유와정이 되었다.
- 2005년 1월 11일 - 유와정이 아키타시에 편입되었다.

## 교통

### 공항
현재는 구촌 지역에 아키타공항이 있지만, 당시에는 미개항 상태였다.